# استاریه کازانچی
استاریه کازانچی (به لاتین: Staryye Kazanchi) یک منطقهٔ مسکونی در روسیه است که در باشقیرستان واقع شده‌است.